# Rosane Marchetti
Rosane Maria Marchetti, más conocida como Rosane Marchetti (Nova Prata, 23 de enero de 1960), es una periodista, conductora de televisión y empresaria brasileña.

## Carrera
Trabajó durante 31 años en RBS TV, afiliada de TV Globo en Río Grande del Sur. Primero fue a Porto Alegre a estudiar Sociología. Luego a la PUC a estudiar periodismo.
Cuando comenzó su carrera como periodista, en 1985, dejó la universidad trabajando. En medio del curso, Rosane audicionó para TV Pampa (ahora filial de RedeTV! en Río Grande del Sur).
Antes de trabajar en televisión, Rosane trabajó en Eco do Vale, un periódico en Bento Gonçalves. Esto fue durante unas vacaciones de verano. Allí creó una página con noticias de la región, tomó fotos, escribió textos, vendió comerciales y hasta envió la forma de diagramar.
Rosane condujo varios programas en RBS TV como Bom Dia Rio Grande (Buenos Días, Río Grande del Sur), Jornal do Almoço (Noticiero del Almuerzo) y Campo e Lavoura (Campo y Cultivo) (este último ahora forma parte de Galpão Crioulo), además de ser presentadora ocasional de RBS Notícias.
Desde 1996, Rosane fue editora y presentadora de Jornal do Almoço, junto a Cristina Ranzolin, Paulo Sant'Ana y Lasier Martins.
Dejó la presentación del noticiero en noviembre de 2010, cuando se convirtió en reportera de la cadena. Además, realiza reportajes para Jornal Nacional y Globo Repórter, de la Rede Globo.
En agosto de 2011, Rosane tuvo cáncer de mama y se retiró del periodismo de RBS TV. Al regresar después de nueve meses de luchar contra el cáncer, Rosane volvió a informar en RBS TV.
En abril de 2016, Rosane anunció públicamente en su perfil de redes sociales su renuncia a RBS TV después de 31 años.
El 27 de septiembre de 2018 inauguró su sitio web y creó la empresa Marchetti Comunicação, enfocándose en la creación y producción de contenidos propios y para terceros.
En junio de 2019 fue nombrada coordinadora de comunicación del Tribunal Regional Federal de la 4ª Región.

## Premios
En febrero de 2014, Rosane fue la primera periodista de Río Grande del Sur en ganar el Troféu Mulher Imprensa (Trofeo Mujer Prensa), en la categoría Mejor Reportera de Noticias de Televisión, desplazando nombres como Monalisa Perrone, Delis Ortiz y Zileide Silva, todas de TV Globo.

## Vida personal
Rosane es casada con el funcionario público Luiz Roberto Martins Filho. Es madre de la abogada Camila Marchetti Reinelli.